# Sherwood Spring
Sherwood Clark "Woody" Spring (Hartford, 3 de setembro de 1944) é um ex-astronauta e ex-coronel do Exército dos Estados Unidos.
Formado em engenharia pela Academia Militar dos Estados Unidos em 1967, em engenharia aeroespacial pela Universidade do Arizona em 1974 e como piloto de testes pela Escola de Piloto de Teste Naval dos Estados Unidos em 1976, serviu na Guerra do Vietnã entre 1968–1969 e 1970–1971 como piloto de helicópteros. Como piloto, acumulou mais de 3500 horas de voo – 1500 delas em jatos de combate – em 25 tipos de aeronaves e helicópteros.
Selecionado para o corpo de astronautas da NASA em 1980, trabalhou em funções em terra até novembro de 1985, quando foi ao espaço como especialista de missão a bordo da STS-61-B Atlantis, que colocou em órbita três satélites e pela primeira vez testou técnicas de construção de estruturas no espaço. Spring teve papel fundamental nesta missão, acumulando 12 horas de atividades extraveiculares em duas saídas da estação.
Se aposentou da NASA em 1988 e nos cinco anos seguintes assumiu a direção do Escritório do Programa Espacial do Exército em Washington, D.C.. Se aposentou também do Exército em julho de 1994 para trabalhar como empreiteiro em programas de Inteligência e Defesa em Washington. Atualmente é professor na Defense Acquisition University e mora em San Diego, Califórnia.